# Trecia Smith
Trecia Smith, née le 5 novembre 1975, est une athlète jamaïquaine spécialiste du triple saut.

## Palmarès

### Championnats du monde d'athlétisme
- Championnats du monde d'athlétisme de 2005 à Helsinki ( Finlande)
  -  Médaille d'or au triple saut
- Championnats du monde d'athlétisme de 2009 à Berlin ( Allemagne)
  - 4e au triple saut

### Jeux du Commonwealth
- Jeux du Commonwealth de 2002 à Manchester ( Angleterre)
  -  Médaille de bronze au triple saut
- Jeux du Commonwealth de 2006 à Melbourne ( Australie)
  -  Médaille d'or au triple saut
- Jeux du Commonwealth de 2010 à New Delhi ( Inde)
  -  Médaille d'or au triple saut